# Tesshū Tokusai

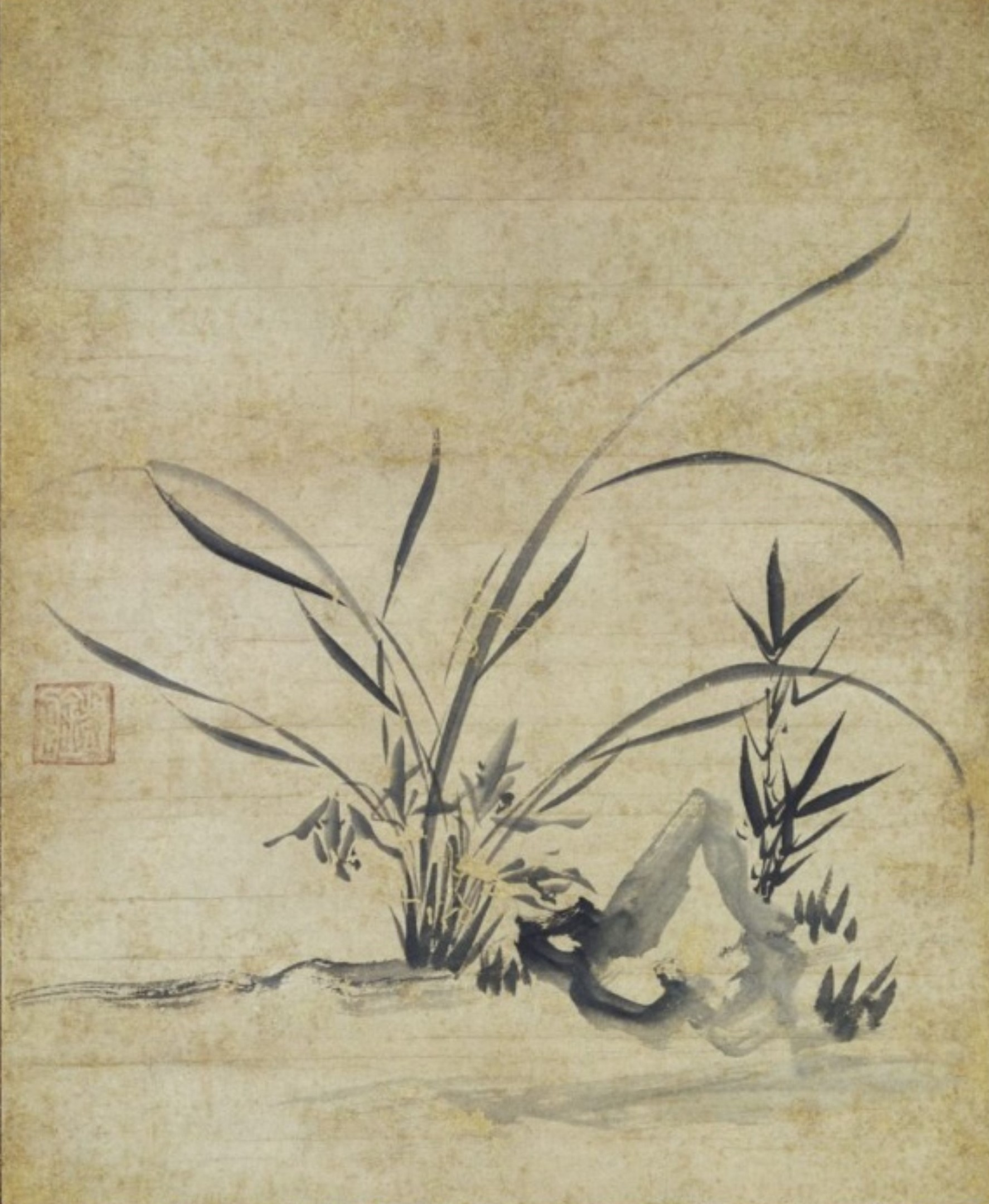
Lilien und Bambus

 Tesshū Tokusai (japanisch 鉄舟 徳斎; geboren in der Provinz Shimotsuke; gestorben 15. September 1366) war ein früher japanischer Tuschmaler.

## Leben und Wirken
Tesshū Tokusai war ein Zen-Priester der Musō-Schule (夢窓派) der Rinzai-Richtung des Buddhismus. Zu Beginn seiner Laufbahn besuchte er Hohepriester wie Jikuta Goshin (竺田 悟心), Kochi Keitetsu (古智 慶哲), Kiyoshige Furbayashi (古林 清茂). Dann reiste er nach China, um sich weiterzubilden. Dort wurde ihm wurde vom Yuan-Kaiser der Titel „Yuantong Dashi“ (円通大師) verliehen. 1341 kehrte er nach Japan zurück.
Nach seiner Rückkehr wirkte Tesshū als Priester unter Musō Soseki im Tempel Tenryū-ji in Kyōto und lebte ab 1347 im Tempel Fudarakusan-ji (補陀洛山寺). Danach wurde er das 29. Oberhaupt des Manju-ji, einem der „Fünf großen Tempel“ in Kyōto. In seinen späteren Jahren lebte Tesshũ im Tempel Zuikō-ji (瑞光寺) in der Provinz Harima, lebte auch in einer abgelegenen Residenz im Tempel Ryūkō-in (龍光院) in Saga, Kyōto.
Tesshū malte Bilder, inspiriert durch Zen, als Hobby. Sein Tuschstil (墨蘭, Bokuran) soll von dem chinesischen Tuschmaler Xue-chuang Pu-ming (雪窓 普明) beeinflusst worden sein, der ein Meister des Bokuran während der Yuan-Dynastie war. Es ist möglich, dass Tesshū direkt nach seinem Eintreffen in China von ihm gelernt hat.
Einige der Bilder, die Tesshū zugeschrieben werden, haben allegorische Themen zum Gegenstand, wie Affen, Schilf, Gänse, aber seine Tuschbilder von Orchideen, Bambus und Trauben, Themen, die von den Gebildeten bevorzugt wurden, sind die, für die er am besten bekannt ist.
Zu Tesshūs Schriften gehören „Goroku“ (語録) und „Embu-shū“ (閻浮集).